# Starkeyna
Starkeyna is een geslacht van weekdieren uit de klasse van de Gastropoda (slakken).

## Soort
- Starkeyna starkeyae (Hedley, 1899)